# Stanko Opačić
Stanko Opačić – Ćanica (Brezova Glava, kraj Karlovca, 11. prosinca 1903. – Šabac, 6. svibnja 1994.) je bio sudionik Narodnooslobodilačke borbe, politički predstavnik Srba u Hrvatskoj, zatočenik Golog otoka i sakupljač narodnog kulturnog blaga.

## Životopis
Rođen je 1903. godine u Brezovoj Glavi, kraj Karlovca, na Kordunu. Osnovnu petogodišnju školu završio je u Tušiloviću. Do 1941. godine bavio se zemljoradnjom i drvodeljskim zanatom. Bio je aktivan u zemljoradničkom zadrugarskom pokretu. Bio je član Stranke samostalnih demokrata do 1936. godine, a od 1939. godine je član Komunističke partije Jugoslavije (KPJ) i sekretar partijske ćelije u Tušiloviću. Od 1941. godine je član Kotorskog komiteta KPJ i kasnije član Okružnog komiteta KPJ za Karlovac.

### Drugi svjetski rat
Poslije okupacije Kraljevine Jugoslavije i stvaranja Nezavisne Države Hrvatske 1941. godine, ustaše su na Kordunu i u drugim dijelovima NDH započeli masovna ubojstva i progone nad Srbima. Stanko Opačić je tada kao član ilegalne KPJ, bio jedan od organizatora antifašističkog ustanka na Kordunu. Bio je sudionik sastanka u šumi Abez kraj Vrginmosta, 19. srpnja 1941. godine, na kome su prisustvovali Rade Končar i Josip Kraš i na kome je donešena odluka o dizanju ustanka na Banovini i Kordunu.
Tijekom Drugog svjetskog rata bio je prvi zapovjednik Partizanskog odreda „Debela Kosa“, zatim zapovjednik Prvog bataljuna, član Zapovjedništva partizanskih odreda za Kordun i Baniju, zapovjednik Grupe NO odreda Korduna i član Glavnog štaba NOV Hrvatske. Bio je vijećnik Prvog zasjedanja AVNOJ-a u Bihaću, održanog u studenom 1942. godine, na kome mu je pripala čast da otvori ovo zasjedanje. Također je bio vijećnik i član Predsjedništva Drugog zasjedanja AVNOJ-a u Jajcu, održanog u studenom 1943. godine. Bio je član Zemaljskog antifašističkog vijeća narodnog oslobođenja Hrvatske (ZAVNOH) i Srpskog kluba vijećnika ZAVNOH-a, član Predsjedništva te povjerenik za obnovu i promet. Kada su u svibnju 1943. u NOV Jugoslavije uvedeni časnički činovi, bio je unaprijeđen u čin pukovnika.
Bio je pravi „narodni tribun“ i jedan od najpopularnijih pripadnika Narodnooslobodilačkog pokreta na Kordunu i Banovini. Javno je protestirao što u rukovodstvu KP Hrvatske „ima malo Srba“, zbog čega je došao u sukob s vođama Centralnog komiteta KP Hrvatske, isprva s Andrijom Hebrangom, a kasnije s Vladimirom Bakarićem.
Nositelj je Partizanske spomenice 1941., a Ordenom narodnog oslobođenja odlikovan je odlukom Predsjedništva AVNOJ-a 25. rujna 1944. godine.

### Poslijeratno razdoblje
Od osnivanja Vlade Narodne Republike Hrvatske, 1945. godine, Stanko Opačić je bio ministar građevina, pa drvne industrije i šumarstva do 1950. godine. Tada je bez suđenja, poslan na Goli otok uslijed krize Informbiroa. Čin pukovnika mu je oduzet, a kasnije vraćen nakon puštanja iz zatvora.
U više saziva je bio narodni poslanik u Narodnoj skupštini Jugoslavije i Saboru Hrvatske. Nakon povlačenja iz javnog života, od 1954. godine živio je kao umirovljenik u Tušiloviću. Poslije izbijanja rata u Hrvatskoj, 1991. godine, star i sam, bio je prisiljen napustiti Kordun te se preselio Šabac, kod kćeri, gdje je 6. svibnja 1994. godine preminuo i sahranjen.

## Kulturni rad
Stanko Opačić Ćanica je bio potpredsjednik Srpskog kulturnog društva „Prosvjeta“ u Zagrebu i predsjednik Srpskog pjevačkog društva „Obilić“. Od 1954. godine, nakon povlačenja iz javnog života, pa do kraja života bavio se sakupljanjem narodnih pjesama i pripovjedaka te opisivanjem života i običaja Kordunaša.
Kao rezultat toga rada, SKD „Prosvjeta“ iz Zagreba tiskala je dvije knjige pod naslovom „Narodne pjesme Korduna“. U drugoj knjizi opisani su narodni običaji i priložen znatan broj poslovica. Sa istom građom surađivao je u „Raskovniku“. Osim toga surađivao je u „Srpskoj riječi“, Ljetopisu SKD „Prosvjeta“, te u zbornicima tadašnjeg Historijskog arhiva u Karlovcu sa prilozima o ratnim događanjima na Kordunu. U svojoj kući u Tušiloviću stvorio je etnografsku zbirku sa mnogo dokumenata, fotografija, raznih predmeta iz svakodnevnog života Korduna.
Objavio je tri knjige: 
- Narodne pjesme Korduna, prva knjiga, SKD „Prosvjeta“ Zagreb 1971. godina.
- Narodne pjesme Korduna, druga knjiga, IP „Prosvjeta“ Zagreb 1987. godina.
- Srbin u Hrvatskoj, KIZ „Litera“ Beograd 1989. godina.

Godine 2008. ulica Nova 14. u zemunskom naselju Busije, dobila je ime po Stanku Opačiću Ćanici.